# 和歌山県道166号興加茂郷停車場線
和歌山県道166号興加茂郷停車場線（わかやまけんどう166ごう おきかもごうていしゃじょうせん）は、和歌山県海南市を通る一般県道である。

## 概要
海南市下津町興から 海南市下津町黒田に至る。
全線にかけて農地や民家の付近を通っており、概ね2車線道に整備されているが、まだ所々に1.5車線の区間が混在している。また、阪和自動車道の下津ICと接続している。国道42号との交差点では、朝の特定の時間帯だけ渋滞が起こる。

### 路線データ
- 起点：和歌山県海南市下津町興
- 終点：和歌山県海南市下津町黒田（JR西日本紀勢本線 加茂郷駅前、和歌山県道167号大崎加茂郷停車場線終点）
- 実延長：6.445 km

## 路線状況

### 重複区間
- 和歌山県道159号海南吉備線（海南市下津町引尾）
- 和歌山県道167号大崎加茂郷停車場線（海南市下津町黒田）

### 道路施設

#### 橋梁
- 第一橋本橋（加茂川、海南市）
- 第二橋本橋（加茂川、海南市）
- 加茂郷橋（加茂川、海南市）

## 地理

### 通過する自治体
- 和歌山県
  - 海南市

### 交差する道路
| 交差する道路                                                     | 交差する場所 | 交差する場所 |
| ---------------------------------------------------------------- | ------------ | ------------ |
| 和歌山県道159号海南吉備線 重複区間起点 和歌山県道165号引尾下津線 | 下津町引尾   |              |
| 和歌山県道159号海南吉備線 重複区間終点                           | 下津町引尾   |              |
| E42 阪和自動車道                                                 | 下津町橘本   | 24 下津IC    |
| 国道42号 / 有田海南道路                                          | 下津町小南   | 小南東交差点 |
| 国道42号                                                         | 下津町小南   | 小南交差点   |
| 和歌山県道167号大崎加茂郷停車場線 重複区間起点                   | 下津町黒田   |              |
| 和歌山県道167号大崎加茂郷停車場線 重複区間終点                   | 下津町黒田   | 終点         |

### 交差する鉄道
- 紀勢本線

### 沿線
- 道の駅海南サクアス
- 海南市立仁義小学校
- 海南市立加茂第一小学校
- 海南市立下津第二中学校
- 加茂郷郵便局
- JR西日本紀勢本線 加茂郷駅